# Mistaken Identity (албум)
| Професионални рејтинг | Професионални рејтинг |
| Резултати             | Резултати             |
| Извор                 | Рејтинг               |
| --------------------- | --------------------- |
| AllMusic              | [ 1 ]                 |
| Entertainment Weekly  | B+                    |
| Los Angeles Times     | [ 3 ]                 |

Mistaken Identity је четиринаести студијски албум америчке певачице Доне Самер, објављен 23. августа 1991. године за издавачку кућу Atlantic Records. Албум је добио негативне критичке критике и није имао комерцијални успех.

## Списак пјесама
| №   | Назив                        | Аутор(и)                                                | Трајање |  |
| 1.  | Get Ethnic                   | Дона Самер Кит Дајмонд Пол Читен Ентони Смит Лари Хенли | 5:21    |  |
| 2.  | Body Talk                    | Самер Дајмонд Читен Смит Хенли                          | 4:48    |  |
| 3.  | Work That Magic              | Самер Дајмонд Читен Смит Хенли                          | 5:00    |  |
| 4.  | When Love Cries              | Самер Дајмонд Читен Смит Хенли                          | 5:15    |  |
| 5.  | Heaven's Just a Whisper Away | Дајмонд Хенли Смит                                      | 4:06    |  |
| 6.  | Cry of a Waking Heart        | Бетси Кук Брус Вули                                     | 4:36    |  |
| 7.  | Friends Unknown              | Самер Дајмонд Смит Ванеса Смит                          | 3:44    |  |
| 8.  | Fred Astaire                 | Самер Дајмонд Смит Дона Вајант                          | 4:40    |  |
| 9.  | Say a Little Prayer          | Самер Дајмонд Смит Вајант                               | 4:07    |  |
| 10. | Mistaken Identity            | Самер Дајмонд Смит Вајант                               | 4:08    |  |
| 11. | What Is It You Want          | Самер Дајмонд Вајант Смит Винс Лоренс Дејв Резник       | 4:40    |  |
| 12. | Let There Be Peace           | Самер Дајмонд                                           | 3:59    |  |

## Позиције на листама
| Листа (1991)                       | Највиша позиција |
| ---------------------------------- | ---------------- |
| САД рнб/хип хоп албуми (Billboard) | 97               |